# Kabinett Orbán I

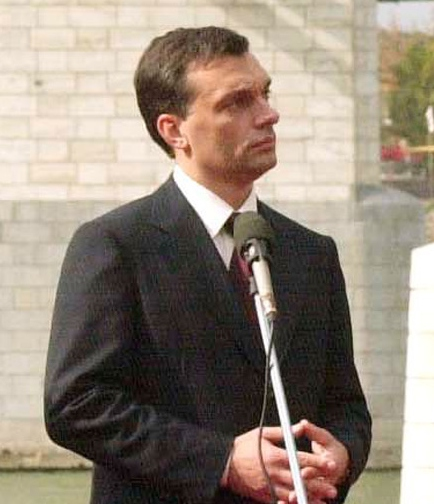
Ministerpräsident Viktor Orbán.

Das Kabinett Orbán I war die Regierung von Ungarn von 1998 bis 2002. Sie wurde am 6. Juli 1998 von Ministerpräsident Viktor Orbán gebildet und löste das Kabinett Horn ab. Dem Kabinett gehörten Minister des Fidesz – Ungarischer Bürgerbund FIDESZ (Fidesz – Magyar Polgári Szövetség), der Unabhängigen Kleinlandwirte-, Landarbeiter- und Bürger-Partei FKgP (Független Kisgazda-, Földmunkás- és Polgári Párt), des Ungarischen Demokratischen Forums MDF (Magyar Demokrata Fórum) und Parteilose an. Das Kabinett Orbán I blieb bis zum 26. Mai 2002 im Amt und wurde daraufhin vom Kabinett Medgyessy abgelöst. 
In der ersten Runde der Parlamentswahlen am 10. Mai 1998 führte die Ungarische Sozialistische Partei MSzP (Magyar Szocialista Párt) von Ministerpräsident Gyula Horn mit etwa 32 Prozent der Stimmen, gefolgt von der FIDESZ mit etwa 28 Prozent, der rechtsgerichteten FKgP mit etwa 14 Prozent und dem Bund Freier Demokraten SzDSz (Szabad Demokraták Szövetsége) mit etwa acht Prozent. Die zweite Runde der Parlamentswahlen fand am 24. Mai 1996 statt und die von Viktor Orbán angeführte FIDESZ ging mit 38,3 Prozent der Stimmen als Sieger hervor. Sie verfügte über 148 von 386 Sitzen im Parlament (Országgyűlés), verglichen mit 134 für die MSzP, 48 für die FKgP und 24 für die SZDSZ. Das Parlament bestätigte Viktor Orbán am 6. Juli 1998 mit 222 gegen 119 Stimmen als neuen Ministerpräsidenten, woraufhin das neue Kabinett am 8. Juli 1998 vereidigt wurde, dem János Martonyi als Außenminister, János Szabó als Verteidigungsminister, Zsigmond Járai als Finanzminister und Sándor Pintér als Innenminister angehörten.
Am 6. Juni 2000 wurde Ferenc Mádl im dritten Wahlgang mit 243 zu 96Stimmen vom Parlament zum Staatspräsidenten gewählt, nachdem es ihm in zwei vorherigen Wahlgängen am 5. und 6. Juni nicht gelungen war, die erforderliche Zweidrittelmehrheit zu erreichen. Er trat sein Amt am 4. August 2000 als Nachfolger von Árpád Göncz an. Am 1. Januar 2001 wurde Mihály Varga neuer Finanzminister.
In der ersten Runde der Parlamentswahlen am 7. April 2002 errang die MSzP 42,1 Prozent der Stimmen (93 Sitze) und die Regierungskoalition aus FIDESZ, FGKP und MDF 41,1 Prozent (87 Sitze). Die Wahlbeteiligung lag bei 70,5 Prozent. Die Stichwahlen fanden am 21. April statt. Die Stichwahlen zur Parlamentswahl bescherten der Koalition FIDESZ, FGKP und MDF insgesamt 188 Sitze (164 beziehungsweise 24) im Parlament mit 386 Sitzen, der MSzP 178 und den SzDSz  20. Die Wahlbeteiligung lag bei 71,2 Prozent. Am 27. Mai 2002 wählte das Parlament Péter Medgyessy zum neuen Ministerpräsidenten.

## Mitglieder des Kabinetts
Dem Kabinett gehörten folgende Personen an:
| Amt                                                                     | Amtsinhaber                                | Partei             | Beginn der Amtszeit                         | Ende der Amtszeit                           |
| ----------------------------------------------------------------------- | ------------------------------------------ | ------------------ | ------------------------------------------- | ------------------------------------------- |
| Ministerpräsident                                                       | Viktor Orbán                               | FIDESZ             | 6. Juli 1998                                | 27. Mai 2002                                |
| Minister für Landwirtschaft und regionale Entwicklung                   | József Torgyán Imre Boros András Vonza     | FKgP               | 6. Juli 1998 8. Februar 2001 26. März 2001  | 8. Februar 2001 26. März 2001 27. Mai 2002  |
| Verteidigungsminister                                                   | János Szabó                                | FKgP               | 6. Juli 1998                                | 27. Mai 2002                                |
| Wirtschaftsminister                                                     | Attila Chikán György Matolcsy              | Parteiloser        | 6. Juli 1998 1. Januar 2000                 | 31. Dezember 1999 27. Mai 2002              |
| Bildungsminister                                                        | Zoltán Pokorni József Pálinkás             | FIDESZ             | 6. Juli 1998 16. Juli 2001                  | 15. Juni 2001 27. Mai 2002                  |
| Minister für Umweltschutz                                               | Pál Pepó Ferenc Ligetvári Béla Turi-Kovács | FKgP               | 6. Juli 1998 20. Juni 2000 1. Dezember 2000 | 19. Juni 2000 1. Dezember 2000 27. Mai 2002 |
| Finanzminister                                                          | Zsigmond Járai Mihály Varga                | Parteiloser FIDESZ | 6. Juli 1998 1. Januar 2001                 | 31. Dezember 2000 27. Mai 2002              |
| Außenminister                                                           | János Martonyi                             | Parteiloser        | 6. Juli 1998                                | 27. Mai 2002                                |
| Gesundheitsminister                                                     | Árpád Gógl István Mikola                   | FIDESZ Parteiloser | 6. Juli 1998 1. Januar 2001                 | 31. Dezember 2000 27. Mai 2002              |
| Innenminister                                                           | Sándor Pintér                              | Parteiloser        | 6. Juli 1998                                | 27. Mai 2002                                |
| Justizministerin                                                        | Ibolya Dávid                               | MDF                | 6. Juli 1998                                | 27. Mai 2002                                |
| Kulturminister                                                          | József Hámori Zoltán Rockenbauer           | Parteiloser FIDESZ | 6. Juli 1998 1. Januar 2000                 | 31. Dezember 1999 27. Mai 2002              |
| Minister für Sociales und Familie                                       | Péter Harrach                              | MKDSz              | 6. Juli 1998                                | 27. Mai 2002                                |
| Minister für Verkehr und Wasserwirtschaft                               | Kálmán Katona László Nógrádi János Fónagy  | Parteiloser FIDESZ | 6. Juli 1998 1. Juni 2000 1. Dezember 2000  | 18. Mai 2000 30. November 2000 27. Mai 2002 |
| Minister für Jugend und Sport                                           | Tamás Deutsch                              | FIDESZ             | 1. Januar 1999                              | 27. Mai 2002                                |
| Minister ohne Geschäftsbereich für Geheimdienste                        | László Kövér Ervin Demeter                 | FIDESZ Parteiloser | 6. Juli 1998 2. Mai 2000                    | 2. Mai 2000 27. Mai 2002                    |
| Minister ohne Geschäftsbereich Leiter des Amtes des Ministerpräsidenten | István Stumpf                              | Parteiloser        | 6. Juli 1998                                | 27. Mai 2002                                |
| Minister ohne Geschäftsbereich Koordinierung des PHARE-Programms        | Imre Boros                                 | FKgP               | 6. Juli 1998                                | 27. Mai 2002                                |